# Mori Shunsuke
Shunsuke Mori (森 俊介 Mori Shunsuke, sinh tháng 10 năm 1994) là một cầu thủ bóng đá người Nhật Bản. Anh thi đấu cho Tokyo Verdy.

## Sự nghiệp
Shunsuke Mori gia nhập câu lạc bộ tại J1 League Albirex Niigata năm 2017.